# Podnoszenie ciężarów na Letnich Igrzyskach Olimpijskich 1996 – waga średnia mężczyzn
Rywalizacja w wadze do 76 kg mężczyzn w podnoszeniu ciężarów na Letnich Igrzyskach Olimpijskich 1996 odbyła się 24 lipca 1996 roku w hali Georgia World Congress Center. W rywalizacji wystartowało 24 zawodników z 21 krajów. Tytułu sprzed czterech lat nie obronił reprezentujący Wspólnotę Niepodległych Państw Tudor Casapu, który tym razem nie startował. Nowym mistrzem olimpijskim został Kubańczyk Pablo Lara, srebrny medal wywalczył Joto Jotow z Bułgarii, a trzecie miejsce zajął Jon Chol-ho z Korei Północnej.

## Wyniki
| Pozycja | Zawodnik               | Reprezentacja  | Waga  | Rwanie | Rwanie | Rwanie | Podrzut | Podrzut | Podrzut | Wynik |
| Pozycja | Zawodnik               | Reprezentacja  | Waga  | 1      | 2      | 3      | 1       | 2       | 3       | Wynik |
| ------- | ---------------------- | -------------- | ----- | ------ | ------ | ------ | ------- | ------- | ------- | ----- |
| 1. !    | Pablo Lara             | Kuba           | 75,91 | 157,5  | 162,5  | 167,5  | 200,0   | 205,0   | 210,0   | 367,5 |
| 2. !    | Joto Jotow             | Bułgaria       | 75,91 | 155,0  | 160,0  | 162,5  | 192,5   | 200,0   | –       | 360,0 |
| 3. !    | Jon Chol-ho            | Korea Północna | 75,62 | 157,5  | 162,5  | 165,0  | 190,0   | 195,0   | 197,5   | 357,5 |
| 4       | Wiktor Mitru           | Grecja         | 75,82 | 155,0  | 160,0  | 162,5  | 195,0   | 195,0   | 195,0   | 357,5 |
| 5       | Lin Shoufeng           | Chiny          | 75,91 | 152,5  | 157,5  | 160,0  | 195,0   | 202,5   | 202,5   | 352,5 |
| 6       | Ingo Steinhöfel        | Niemcy         | 75,77 | 157,5  | 160,0  | 162,5  | 187,5   | 190,0   | 190,0   | 347,5 |
| 7       | Siergiej Filimonow     | Rosja          | 75,96 | 155,0  | 160,0  | 165,0  | 185,0   | 190,0   | 190,0   | 345,0 |
| 8       | Howhannes Barseghian   | Armenia        | 75,97 | 155,0  | 160,0  | 160,0  | 190,0   | 195,0   | 195,0   | 345,0 |
| 9       | Leanid Łobaczou        | Białoruś       | 75,65 | 152,5  | 157,5  | 160,0  | 182,5   | 182,5   | 190,0   | 342,5 |
| 10      | Andrey Poitschke       | Niemcy         | 75,41 | 150,0  | 155,0  | 157,5  | 172,5   | 177,5   | 180,0   | 335,0 |
| 11      | Aleh Kieczko           | Białoruś       | 75,79 | 150,0  | 155,0  | 157,5  | 180,0   | 187,5   | 187,5   | 335,0 |
| 12      | Álvaro Velasco         | Kolumbia       | 75,92 | 145,0  | 150,0  | 150,0  | 175,0   | 180,0   | 180,0   | 325,0 |
| 13      | Vladimir Birsa         | Mołdawia       | 75,55 | 142,5  | 147,5  | 147,5  | 175,0   | 182,5   | 182,5   | 322,5 |
| 14      | Ilirjan Suli           | Albania        | 75,93 | 137,5  | 142,5  | 147,5  | 170,0   | 175,0   | 180,0   | 322,5 |
| 15      | Satheesha Rai          | Indie          | 75,53 | 135,0  | 135,0  | 140,0  | 170,0   | 177,5   | 180,0   | 317,5 |
| 16      | Ilie Fǎtu              | Rumunia        | 75,09 | 135,0  | 142,5  | 142,5  | 175,0   | 180,0   | 185,0   | 315,0 |
| 17      | Damian Brown           | Australia      | 75,91 | 135,0  | 140,0  | 145,0  | 175,0   | 180,0   | 180,0   | 315,0 |
| 18      | Ofisa Ofisa            | Samoa          | 75,87 | 120,0  | 127,5  | 132,5  | 160,0   | 167,5   | 167,5   | 287,5 |
| 19      | Edward Silva           | Urugwaj        | 74,43 | 112,5  | 117,5  | 120,0  | 142,5   | 147,5   | 152,5   | 267,5 |
| 20      | Quincy Detenamo        | Nauru          | 75,97 | 100,0  | 105,0  | 110,0  | 137,5   | 142,5   | 142,5   | 252,5 |
| 21      | Isnardo Faro           | Aruba          | 75,95 | 102,5  | 107,5  | 112,5  | 132,5   | 137,5   | 142,5   | 250,0 |
| -       | Chaczatur Kiapanakcjan | Armenia        | 75,53 | 157,5  | 162,5  | 165,0  | 192,5   | 192,5   | 195,0   | –     |
| -       | Mehmet Yılmaz          | Turcja         | 75,86 | 152,5  | 157,5  | 157,5  | 185,0   | 185,0   | 185,0   | –     |
| -       | Bakhtiyar Nurullayev   | Uzbekistan     | 74,58 | 145,0  | 145,0  | 145,0  | –       | –       | –       | –     |